# كنيسة ميلاد العذراء من دير سنيتوجورسكي
تمّ بناء كنيسة ميلاد العذراء من دير سنيتوجورسكي (بالروسية: Собор Рождества Богородицы Снетогорского монастыря) سنة 1311، على طراز كنيسة تجلي المخلص في دير ميروسا على بعد بضعة كيلومترات شمال مدينة بسكوف.

## صور

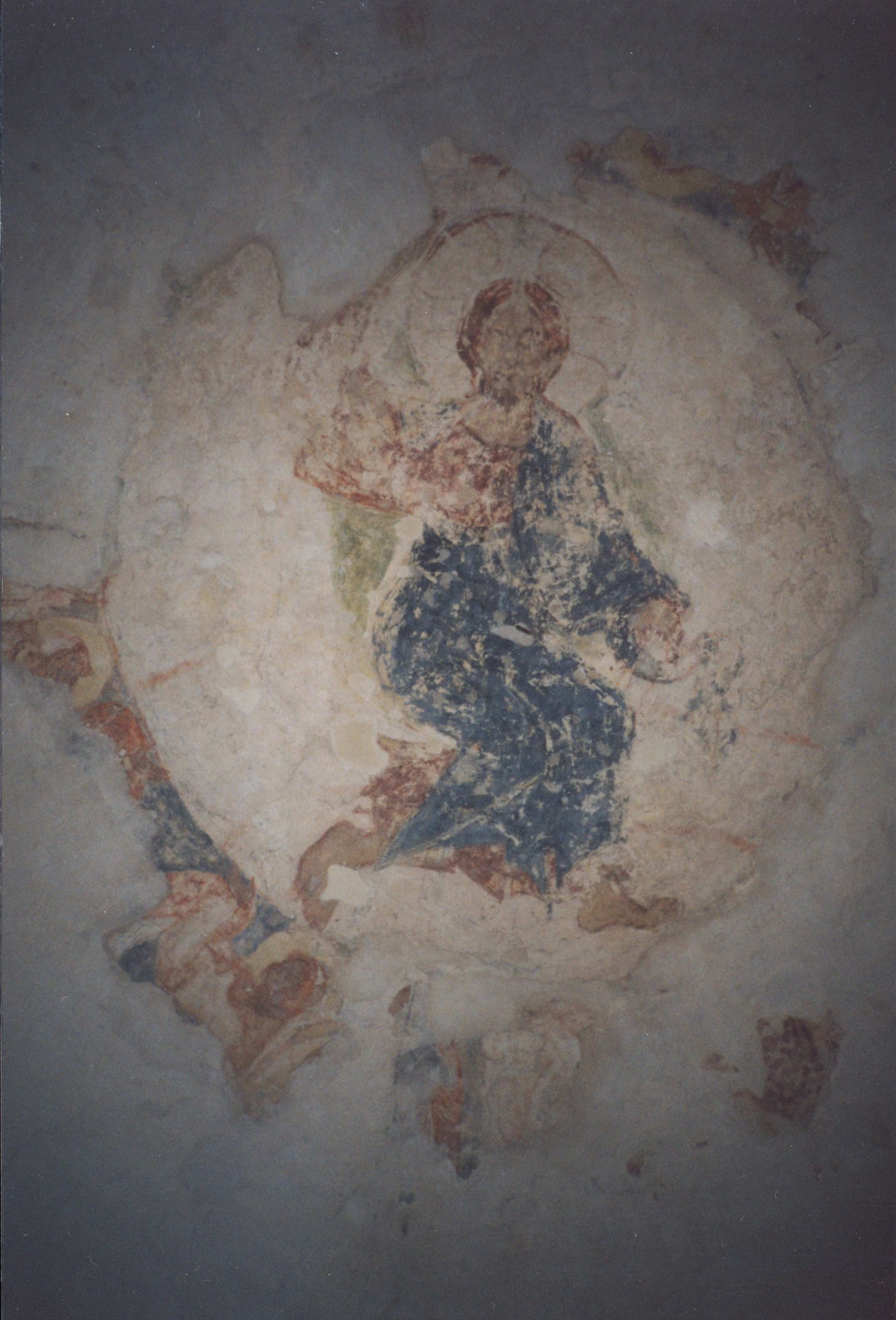
الصعود. جزء من اللوحة الجدارية للقبة
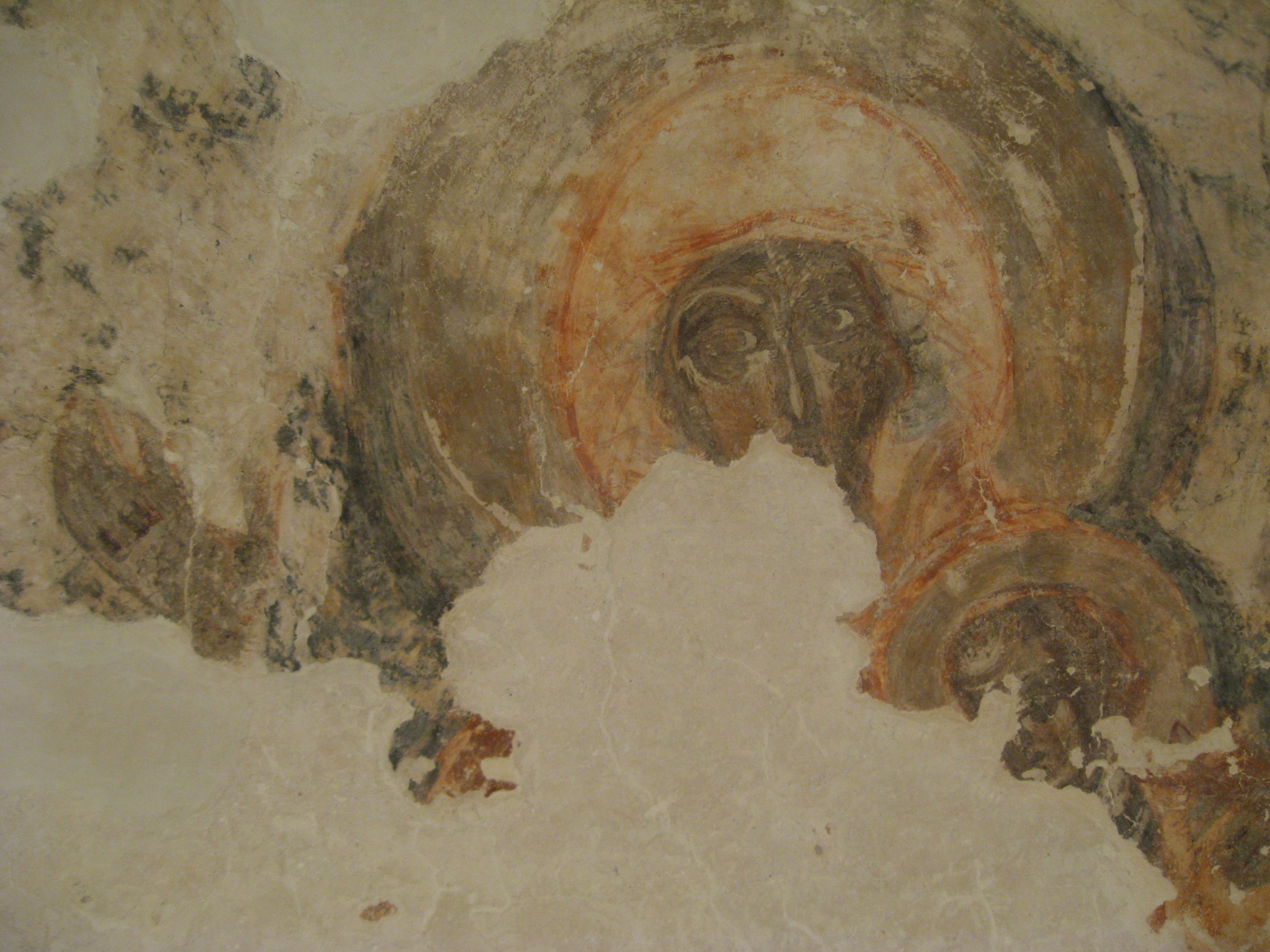
مريم ويسوع
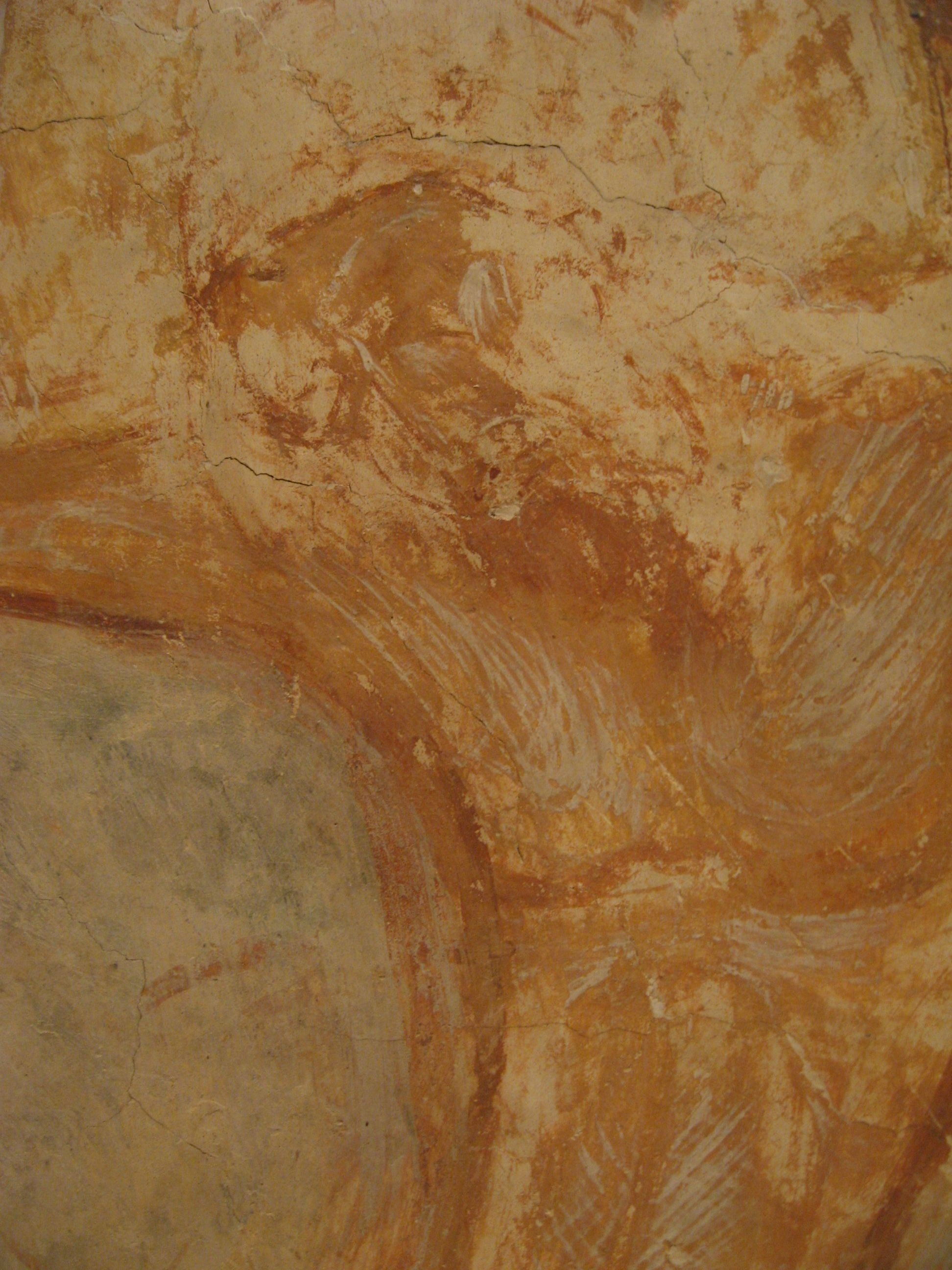
يسوع على الصليب
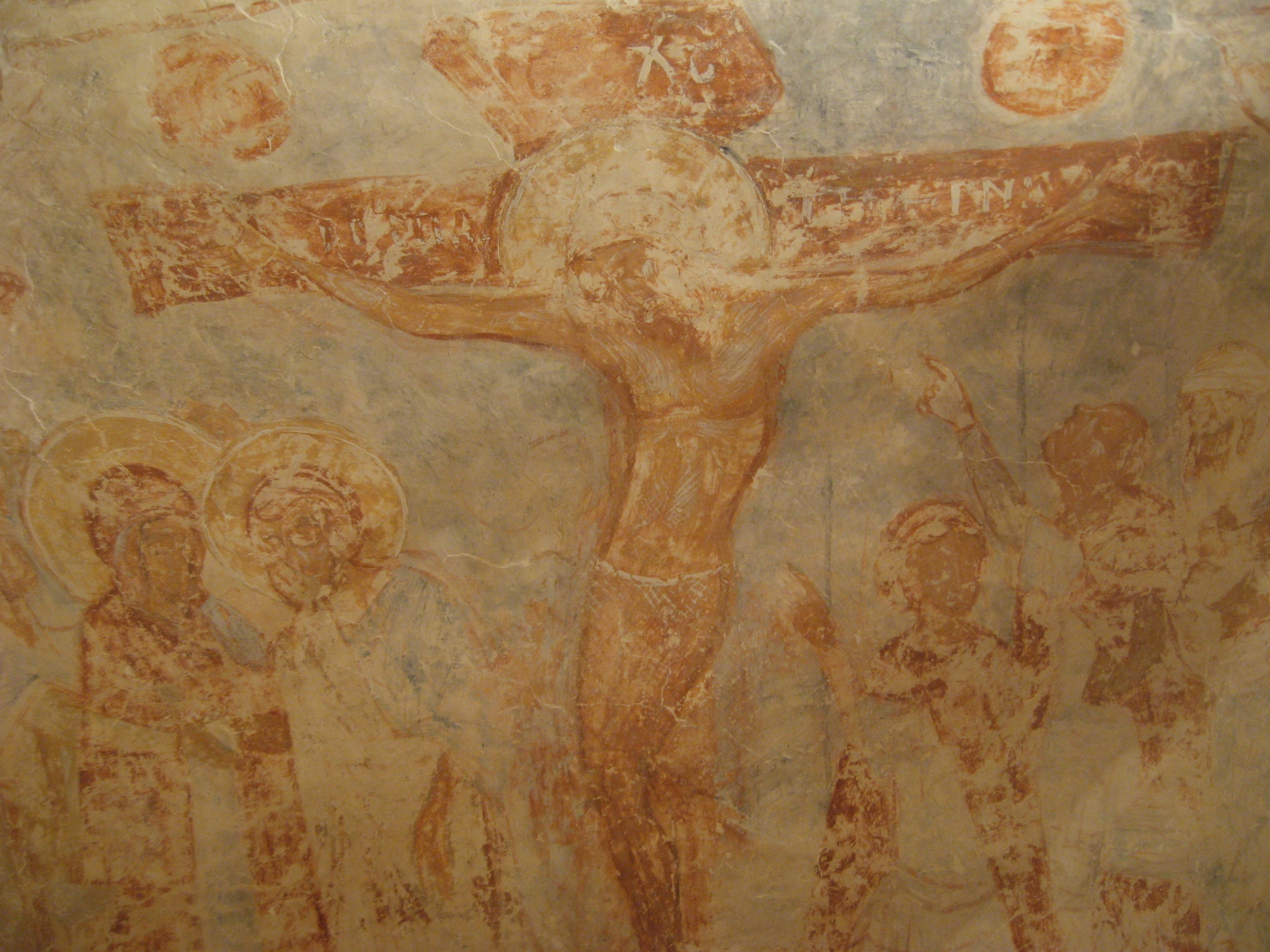
الصّلب
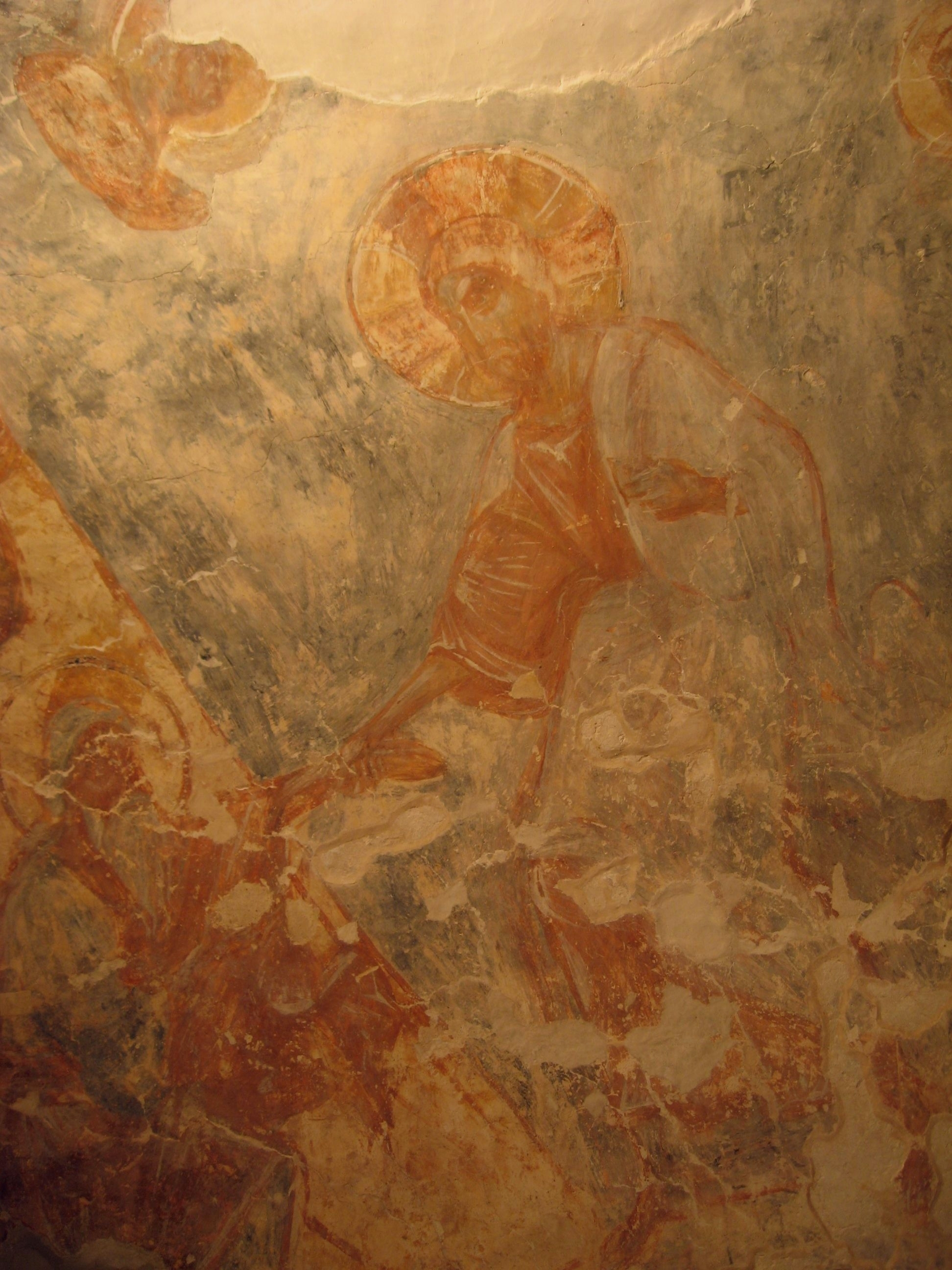
القيامة
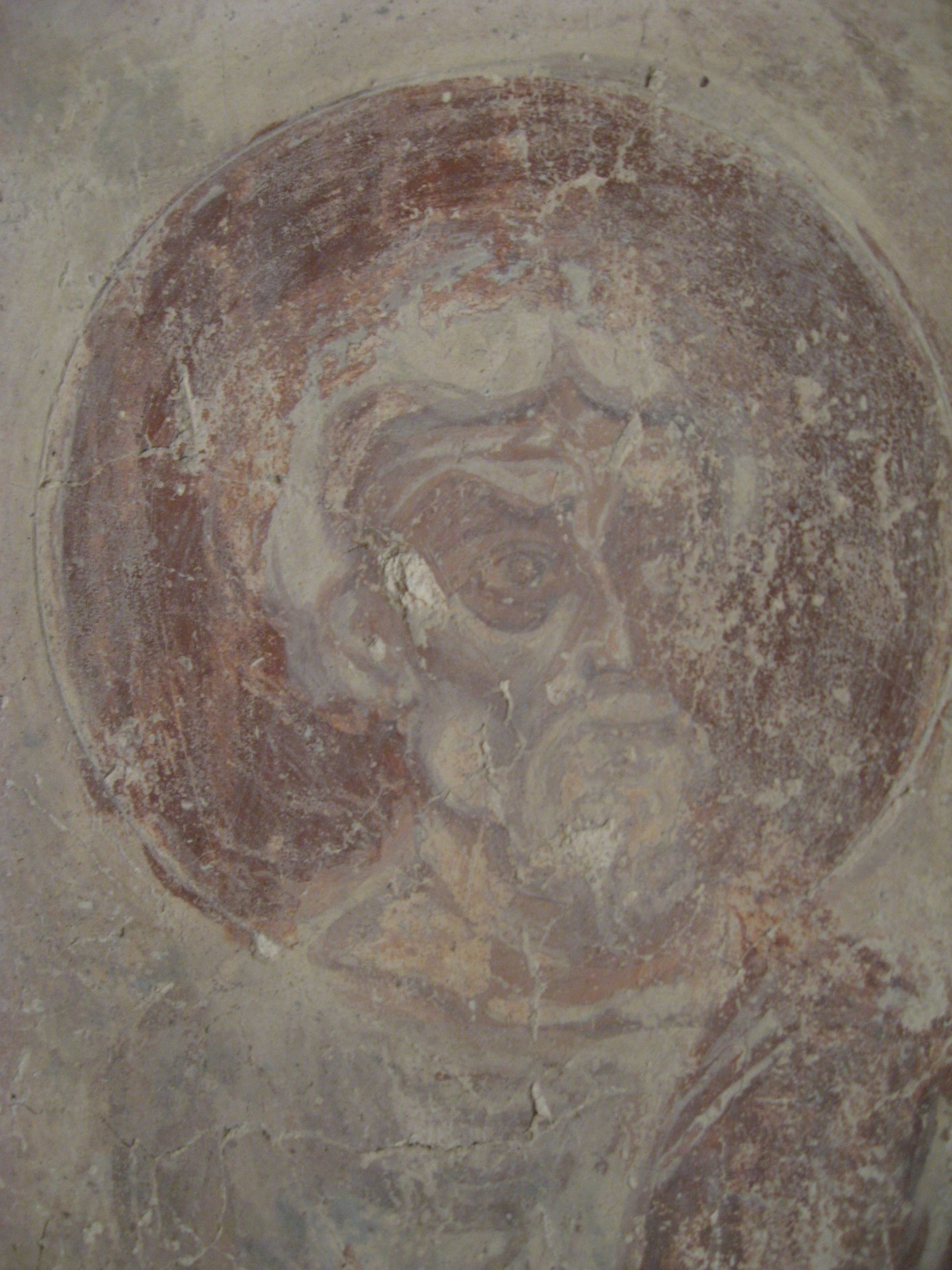
الجنة؛ الرسول بطرس
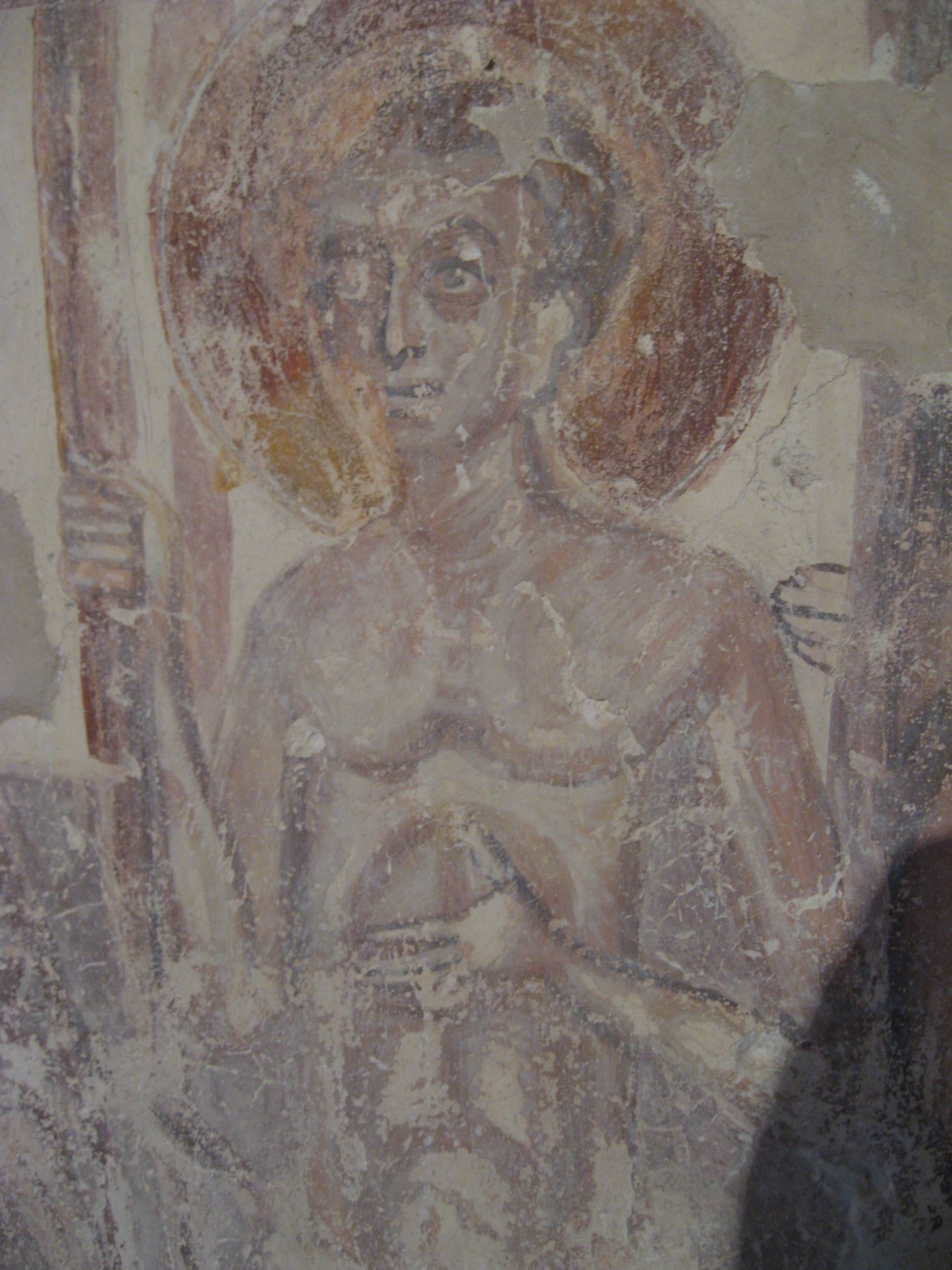
الجنة: اللص التائب
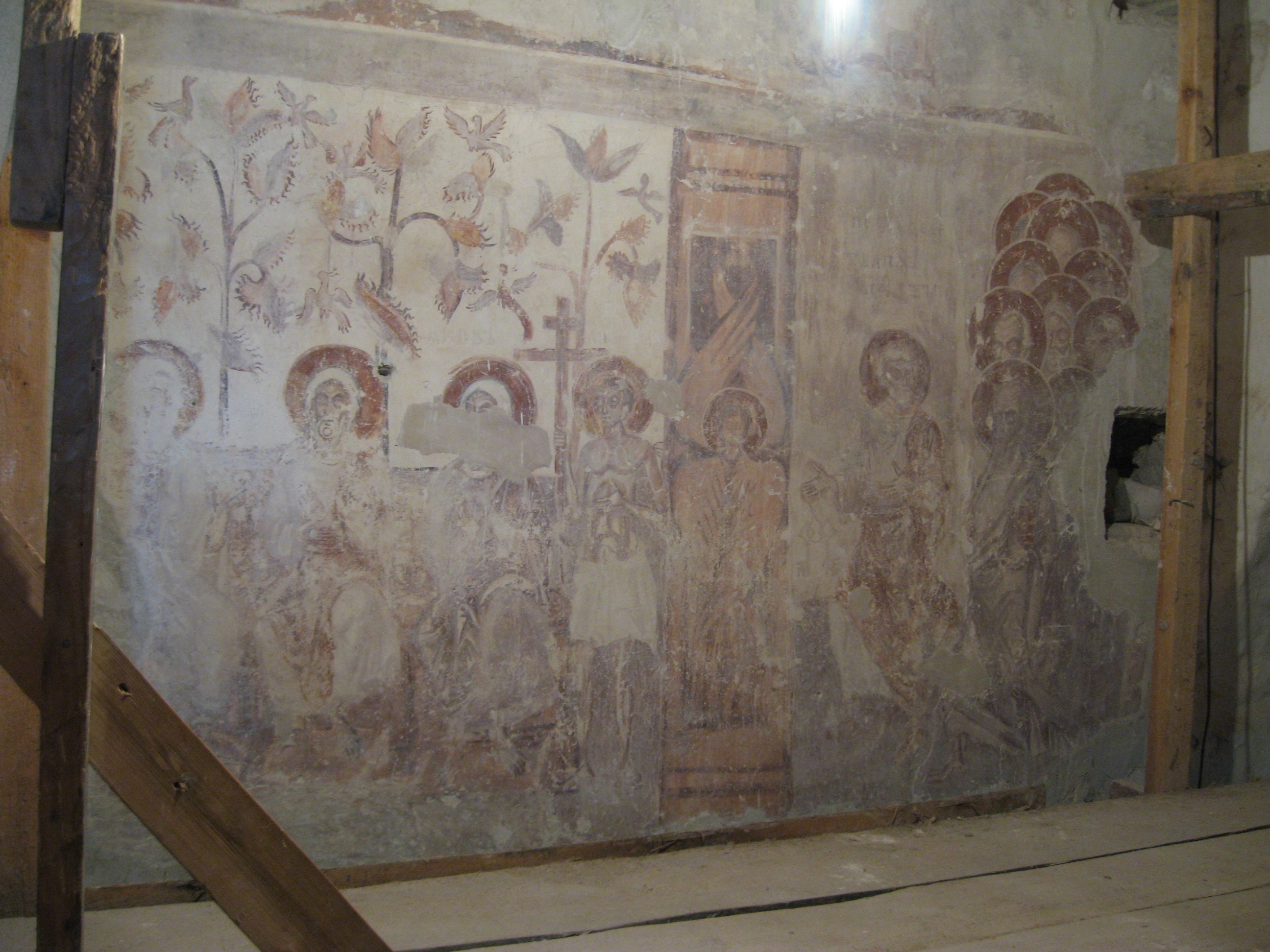
الجنة: صدر إبراهيم
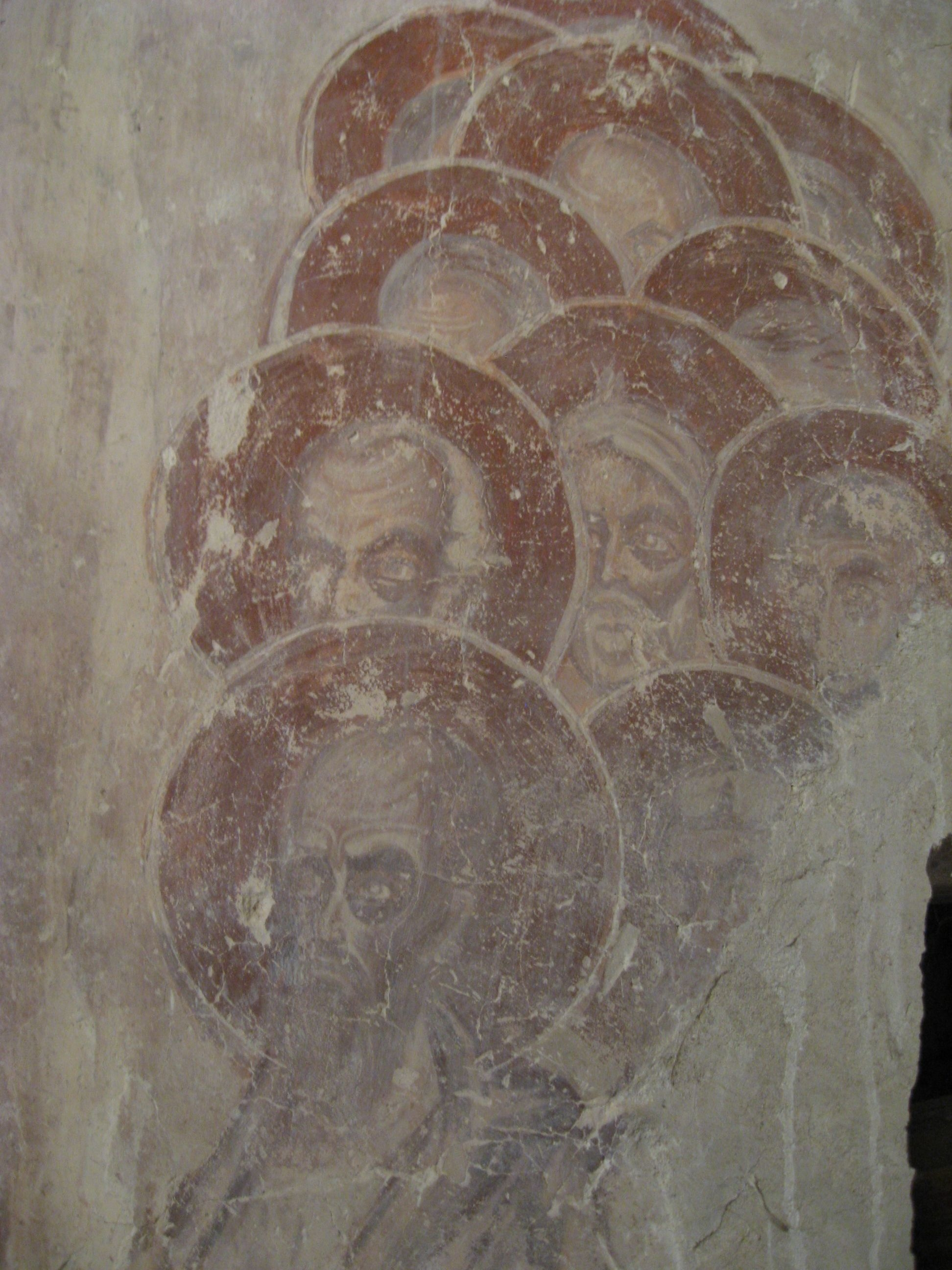
الجنة: القدّيسون
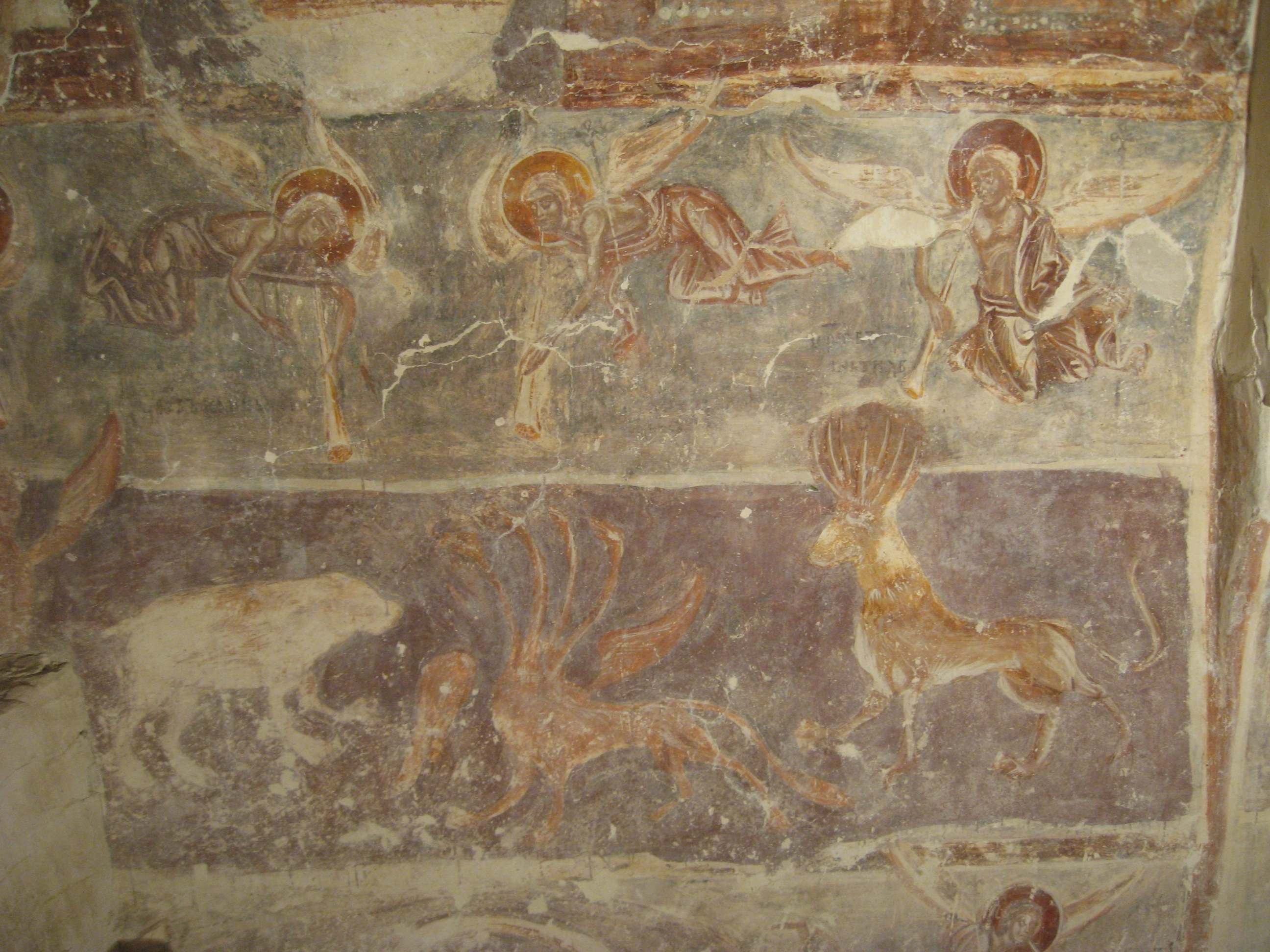
رؤية للوحوش الأربعة الشريرة في نهاية العالم بحسب الإصحاح 7 من سفر دانيال

## روابط خارجية
- (بالروسية) الموقع الرسمي